# Рутцен, Николай Карлович
Никола́й Ка́рлович фон Ру́тцен (нем. Rutzen, варианты транскрипций Руцен, Руцин, Руцын, Rutzine) (4 ноября 1826 — 6 декабря 1880) — курский общественный деятель середины XIX века.

## Биография
Родился в Орле в семье поручика Екатеринославского кирасирского полка Карла Эдуарда (Карла Фёдоровича) фон Рутцена (1799—?) и Ольги Николаевны, урождённой Потёмкиной (1799—после 1846). Детство провёл в имении родителей в селе Костюрино Малоархангельского уезда Орловской губернии. Получил домашнее образование. Под влиянием преподавателя математики Василия Петровича Петрова у Рутцена пробудился интерес к математике и механике, который не ослабевал всю жизнь. В 1842 году поступил на математический факультет Московского университета, который окончил в 1846 году со званием кандидата. Во время студенчества жил в доме профессора Т. Н. Грановского, оказавшего на него большое влияние.
Вскоре после окончания Рутценым университета скончалась его мать. На него навалились заботы о несовершеннолетнем брате, двух незамужних сестрах и огромном и полностью расстроенном имении. Эти обстоятельства заставили оставить мечту о поступлении в Корпус путей сообщения, но тем не менее в промежутках между делами по имению и заботами о сёстрах и брате Рутцен продолжал занятия у академика Пафнутия Львовича Чебышёва.
В 1856 году вступил в брак с Аграфеной Алексеевной урождённой Емельяновой (1837—1923).

### Деятельность во время крестьянской реформы
В Костюрине Орловской губернии в 1856 году он предложил крестьянам свободу, чем воспользовались мастеровые и молодые люди, многим он дал землю (оседлость), старики же и немощные до 80-х годов оставались на его попечении. В селе Покровском Фатежского уезда Курской губернии крестьяне взяли даровой надел.
В должности мирового посредника по Малоархангельскому уезду Рутцен сумел найти золотую середину в урегулировании взаимоотношений помещиков-землевладельцев и крестьян, получавших землю. Он получил карт-бланш от орловского губернатора Н. Левашова.

### Педагогическая деятельность
После окончания университета попечитель Рыльского училища. Составил проект о преобразовании уездных училищ в прогимназии. Докладывал его министру просвещения Ширинскому-Шихматову, но проект министерством одобрен не был.
Один из организаторов и в течение 7 лет член попечительского совета Курской земской учительской семинарии, организатор и владелец частной общеобразовательной школы в Курске. В память о нём губернское земское собрание образовало капитал в 6000 рублей для учреждения стипендий имени Рутцена для учеников земской учительской семинарии, которые будут продолжать учиться в учительских институтах. Портрет Н. К. Рутцена висел в актовом зале учительской семинарии.

### Увлечения

#### Изобретательство
Idée fixe Рутцена было изобретение, которое должно было «доставить России неисчислимые выгоды», а именно «проект перевозки грузов по снегу и по льду посредством парового двигателя». По его мнению изобретение это сделало бы доступными лесные богатства северо-восточной России. Проект им был разработан в России и доработан за границей, опубликован в «Промышленном листке», в парижском «Génie Industriel» (промышленная инженерия) и отдельными брошюрами. Рутцен получил патент на данный способ перевозки. Он обсуждался в Российской Академии Наук, но так и остался не выполненным.

#### Охота
Страсть к охоте в Н. К. Рутцен проснулась ещё в детстве. Он вспоминал, что в детстве он молился об успехе на охоте. Своим учителем в охотничьем деле он считал известного охотника Ивана Михайловича Казакова (соседа и приятеля его отца). Охота для Рутцена была и одним из любимейших занятий, и средством для отдыха. Все леса и болота в окрестностях имения, связаны были с определёнными охотничьими воспоминаниями, о которых он живо рассказывал.

## Семья
- Жена — Аграфена Алексеевна (урождённая Емельянова, ?—1923), переводчица, с конца 1880-х с толстовским издательством «Посредник». Её интерпретация диккенсовской  «Рождественской песни в прозе» под названием «Рождественская сказка» с 1887 по 1911 годы выдержала 9 переизданий[5]. 
  - Сын — Александр (1858—1933[5]) — инженер, депутат Государственной думы I созыва от Курской губернии.
  - Дочь — Ольга (?[a]—1929) — замужем за В. Е. Якушкиным[3].
  - Дочь — Варвара (1863 — 31 января 1948) — соосновательница первой Женской Учительской школы в г. Курске, преподаватель математики в начальных школах, исследовательница курского и орловского песенного фольклора[3].
  - Дочь — Людмила (1865—1946) — соосновательница и директор первой Женской Учительской школы в г. Курске, преподаватель русского языка и литературы в начальных школах, активная участница женского движения в России, автор книги «Равноправность женщин» (1907)[3].
  - Сын — Пётр (1869[6]—1922).
- Сестра — Александра (1825[7]—1910), в замужестве Татаринова, мать известного политического деятеля, депутата I и II Государственных дум Ф. В. Татаринова[1].
- Брат — Александр (1828—до 1861)[7]
- Сестра — Софья (1830—1887[8]), певица, ученица А. Рейхеля[9], летом 1862 года выступала с концертами в Лондоне[10], замужем за Александром Карловичем Пфёлем (1826—1887), чиновником по ведомству учебно-воспитательных заведений[11]. У них  дочь Ольга.

## Комментарии
1. ↑  На сайте Rodovid[6] очевидная ошибка в дате рождения — 1878, известно, что старший сын Ольги Николаевны Николай Якушкин родился в 1882 году.